# 1899 en mathématiques
Cet article présente les faits marquants de l'année 1899 en mathématiques.

## Évènements
- Le mathématicien français Élie Cartan publie dans les Annales scientifiques de l'É.N.S. un article intitulé  Sur certaines expressions différentielles et le problème de Pfaff dans lequel il introduit le calcul des formes différentielles extérieures[1].
- Le mathématicien autrichien Georg  Pick publie un article sur la géométrie « réticulaire » dans lequel il prouve son théorème sur l'aire des polygones simples[2].
- Le mathématicien allemand David Hilbert publie un mémoire intitulé Grundlagen der Geometrie (« Les Fondements de la géométrie ») dans lequel il propose une axiomatisation de la géométrie euclidienne (axiomes de Hilbert)[3].
- Le mathématicien français Henri Padé publie un Mémoire sur les développements en fraction continues de la fonction exponentielle pouvant servir d'introduction à la théorie des fractions continues algébriques[4] (approximant de Padé).

## Naissances
- 6 janvier : Edgar W. Woolard (mort en 1978), mathématicien, météorologiste et planétologue américain.
- 20 janvier : Szolem Mandelbrojt (mort en 1983), mathématicien français d'origine polonaise.
- 2 février : Wolfgang Gröbner (mort en 1980), mathématicien autrichien.
- 7 mars : Henri Mineur (mort en 1954), mathématicien, astrophysicien et astronome français.
- 14 avril : Gabriel Sudan (mort en 1977), mathématicien roumain.
- 24 avril : Oscar Zariski (mort en 1986), mathématicien américain d'origine russe.
- 13 mai : Pelagueïa Poloubarinova-Kotchina (morte en 1999), mathématicienne et historienne des mathématiques russe.
- 14 mai : Marie Litzinger (morte en 1952), mathématicienne américaine.
- 1er juin : Edward Charles Titchmarsh (mort en 1963), mathématicien britannique.
- 27 juin : Lois Wilfred Griffiths (morte en 1981), mathématicienne américaine.
- 29 juin : Stanley Skewes (mort en 1988), mathématicien sud-africain.
- 20 août : Salomon Bochner (mort en 1982), mathématicien américain d’origine austro-hongroise.
- 26 août : Wolfgang Krull (mort en 1971), mathématicien allemand.
- 21 septembre : Juliusz Schauder (mort en 1943), mathématicien polonais.
- 7 octobre : Øystein Ore (mort en 1968), mathématicien norvégien.

## Décès
- 18 février : Sophus Lie (né en 1842), mathématicien norvégien.
- 31 mai : Christian Zeller (né en 1822), mathématicien allemand.
- 19 octobre : Francis Guthrie (né en 1831), mathématicien et botaniste sud-africain.
- 25 novembre : Aimé Vaschy (né en 1857), ingénieur des télégraphes et mathématicien français.